# Hebe salicifolia
Hebe salicifolia (koromiko, willow-leaf hebe) es una especie de planta fanerógama perteneciente a la familia Plantaginaceae, que se encuentra en Isla Sur de Nueva Zelanda y en Chile.

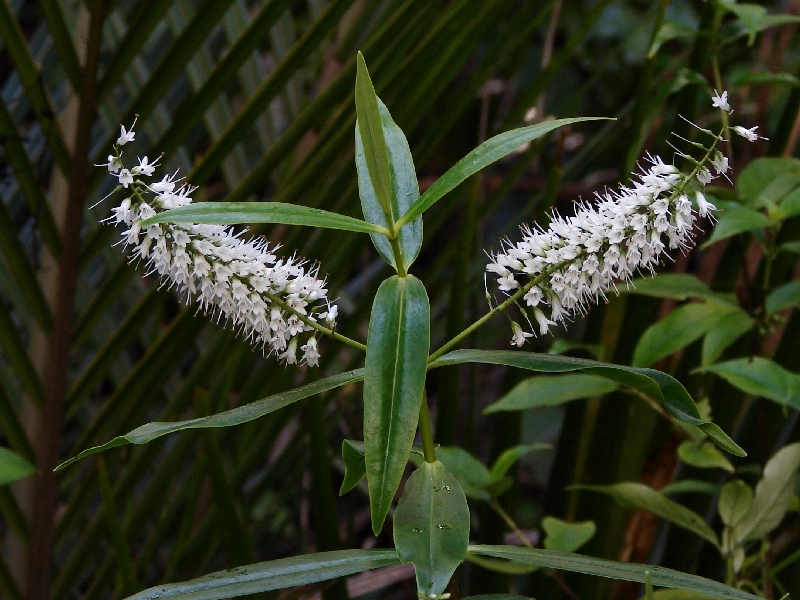
Inflorescencia

## Descripción
Es un arbusto perennifolio que alcanza un tamaño de hasta 5 m de altura. Las hojas de 5-15 x 1-2,5
cm, largamente lanceoladas, angostas hacia el ápice y largamente acuminadas, glabras, con margen entero o
diminutamente denticulado. La inflorescencia es lateral, simple. Corola blanca o lila muy pálido. El fruto es una cápsula péndula, redondeada, glabra.

## Distribución y hábitat
Es una de las muchas plantas nativas chilenas que también presenta una distribución natural en Nueva Zelanda. En Chile se distribuye desde la X Región (provincia de Chiloé) a la XII Región (provincia de Última Esperanza), donde aparece entre los 100 y 300 m. Puede encontrarse en los litorales marítimos, especialmente alrededor de islas y sobre laderas montañosas costeras  en forma de manchas en las laderas de las montañas asociándose con Drimys winteri y Nothofagus.

## Taxonomía
Hebe salicifolia fue descrita por (G.Forst.) Pennell y publicado en Rhodora 23: 39. 1921.